# 1564
1564 (MDLXIV) a fost un an bisect al calendarului iulian, care a început într-o zi de sâmbătă.

## Evenimente
- 1564-1575. A început construcția bisericii Golia, în Iași, denumire care vine de la marele logofăt al Moldovei Ioan Golăi (Golia), pe locul unde a existat o biserică de lemn.
- octombrie: Începe a doua domnie a lui Alexandru Lăpușneanu (1564 – 1568).
- A început construirea Palatului Tuileries, rezidență regală franceză, comandat de Caterina de' Medici. A suferit completări și modificări în următorii 200 de ani. În anul 1871 a fost distrus de un incendiu.
- Dieta de la Aiud acceptă calvinismul drept religie receptată (acceptată de conducerea de stat).
- Finalizarea Bisericii Evanghelice din Bistrița.

## Nașteri
- 15 februarie: Galileo Galilei, astronom, filosof și fizician italian (d. 1642)
- 9 martie: David Fabricius, teolog, cartograf și astronom german (d. 1617)
- 26 aprilie: William Shakespeare, poet, dramaturg și actor englez (d. 1616)
- 12 iunie: Johann Casimir, Duce de Saxa-Coburg (d. 1633)

## Decese
- 18 februarie: Michelangelo Buonarroti (n. Michelangelo di Lodovico Buonarroti), 88 ani, sculptor, pictor, arhitect și poet (n. 1475)
- 27 mai: Jean Calvin, 54 ani, reformator religios francez (n. 1509)